# Макналти, Пол
Пол МакНалти — американский фортепианный мастер и реставратор.

## Биография
Родился в 1953 году в Хьюстоне (штат Техас) в ирландско-немецкой семье. В 17 лет поступил в Бостонскую консерваторию по классу гитары, но через 2 года оставил учёбу. В 1978 году поступил в школу настройщиков под руководством знаменитого мастера Билла Гарлика. По окончании школы получил диплом фортепианного мастера и настройщика с присвоением высшей классификации «экзаменатор».
Прошел обучение на семинаре фирмы «Стенвэй», рассматривал предложение работы на знаменитой фабрике в качестве консультанта и настройщика, но одновременно получил возможность реставрировать и создавать прямострунные рояли. В 1983 году поступил на работу к Дэвиду Вэю — на тот момент владельцу фабрики клавесинов «Цуккерман».
В 1989 году на выставке в г. Брюгге, Бельгия, фортепиано Пола произвели настоящую сенсацию. После чего последовало большое количество заказов на изготовление инструментов. Первое прямострунное фортепиано, созданное Полом, приобрёл профессор Кёльнского университета Кетил Хаугсланд. Восхищенный звучанием инструмента известный австрийский пианист Пауль Бадура-Скода пожелал стать обладателем точно такого же. В целом, начиная с 1985 года, Макналти воссоздал более 280 фортепиано.
В разные годы инструменты мастера приобрели:
- Тревор Пиннок для концертов в Карнеги-Холле;
- Джон Гиббонс для большого турне с Амстердамским оркестром инструментов 18 века;
- Теодор Курентзис для его собственного оркестра musicAeterna;
- Культурно-просветительский центр «Зарядье» в декабре 2019 приобрел рояль, изготовленный Полом МакНалти, для одноименного концертного зала.

Также в список обладателей фортепиано, созданных Полом МакНалти входят: Николаус Арнонкур, Трудели Леонхарт, Пауль Бадура-Скода, Малколм Билсон, Роберт Левин, Рональд Браутигам, Стэнли Хогланд, Владимир Фельцман, знаменитый фортепианный дуэт сестёр Лабек, Алексей Любимов, Жак Ог, Крис Безуиденхayт, Пенелопа Крофорд, Профессор Дэвид Брайтман, и др. Среди образовательных учреждений и музыкальных университетов и академий, рояли МакНалти были приобретены для Лондона, Базела, Люцерна, Цюриха, Амстердама, Гаагы, Гарварда, Стэнфорда, Оберлина, Пекина, Сеула, Гонконга, Сиднея, Канберры и других, а также Институт Шопена в Варшаве, Классик Штифтунг (Веймар), Пермский театр оперы и балета имени П. И. Чайковского (дирижер Теодор Курентзис), Национальный оперный театр Норвегии в г. Осло и Глайндборнский оперный фестиваль, являются обладателями фортепиано от Пола МакНалти.
В 2020 году, к 250-летию со дня рождения Людвига ван Бетховена, было выпущено полное аудиособрание фортепианных сонат композитора, исполненных профессором А. Б. Любимовым и его учениками на копиях венских исторических инструментов, изготовленных Полом МакНалти.
С 1995 года Пол проживает и работает в Чехии, в маленьком городе Дивишов. Долгие поиски хорошего материала привели его в Южную Богемию, так как качество дерева (резонансной ели) для роялей, которая растёт в Шумаве, бывшем Шварценбергском лесу лучше всего подходит для инструментов данного класса. Как свидетельствует история, Конрад Граф предпочитал получать древесину для своих инструментов именно из Южной Богемии. По специальному очень узкому водному каналу, пригодному только для переправки прямых брёвен, из Шумавы в Вену переправляли древесину, для мастеров, создающих рояли, для Моцарта и Бетховена.
Пол занимается и руководит полным технологическим процессом производства инструментов, начиная от распилки и сушки дерева, заканчивая интонировкой, регуляцией туше, настройкой, а также декоративными работами и полировкой.
Рояли МакНалти славятся своей звуковой палитрой, которая полностью соответствует звучанию аутентичных инструментов и помогает во всех красках и эффектах, как они были задуманы самими композиторами, воспроизвести произведения Моцарта, Шуберта, Бетховена, Шопена, Листа, Брамса и других композиторов, творивших до 1870 года. Это привлекает музыкантов со всего света выбирать рояли МакНалти, и в особенности пианистов, которые специализируются на исполнении музыки XVIII и XIX вв.

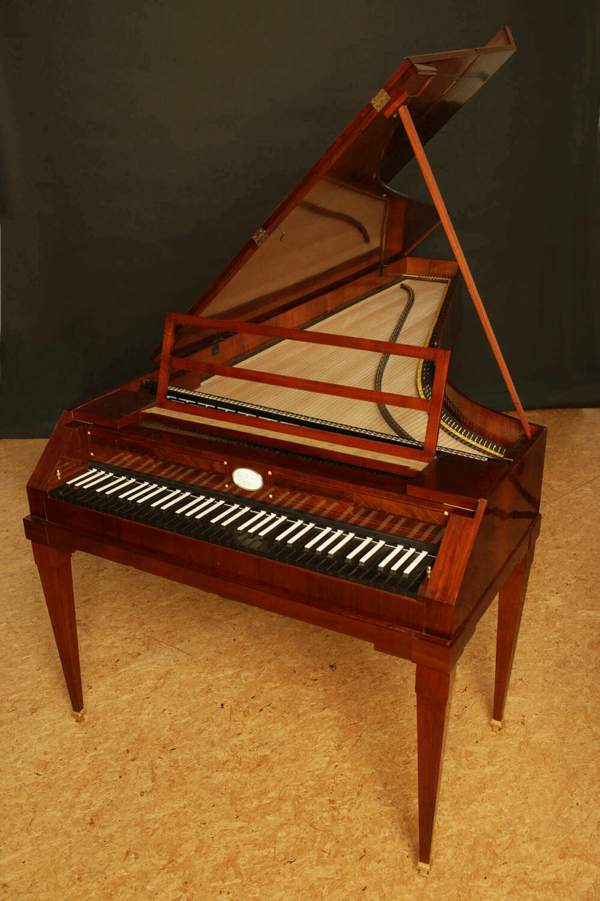
Копия рояля Walter & Sohn 1805 г., созданная Полом Макналти

## Фортепиано Пола МакНалти, созданные по образцу
- Рояли классической эпохи Гайдна-Моцартa-Бетховенa: Walter 1782, J. A. Stein 1788;
- Рояли эпохи раннего романтизма, периода Ф. Шуберта: J. P. Fritz 1812 и C.Graf 1819 op 318;
- 2010 г. — Первая в мире современная копия любимого инструмента Ф.Шопена: J. Pleyel 1830;
- 2011 г. — Первая в мире копия персонального рояля Ференца Буасело (Boisselot 1846, op.2800) из дома Листа в Веймаре. Изготовлена по заказу Классик Штифтунг Веймар.[6] Оригинал был произведен на фабрике «Буасело» в Марселе в 1848 году и привезен в Одессу специально для концертного тура Ф. Листа по Российской Империи.
- 2014 г. — Первая современная копия рояля эпохи позднего романтизма 1868 Штрайхер, любимой марки роялей композитора Й.Брамса.[7][8]
- 2018 г. — Первая в мире копия «Варшавского рояля Шопена» Буххольц 1825, сделанная по заказу институте Шопена в Варшаве. Была использована в Первом Международном конкурсе им. Шопена на исторических инструментах в Варшаве в сентябре 2018 г.[9][10]

## Семья
Супруга — Вивиана Софроницкая, русско-канадская фортепианистка. Активно выступает и гастролирует с инструментами Пола МакНалти.

## Записи, сделанные на фортепиано от Макналти
- Рональд Браутигам. Людвиг ван Бетховен. Complete works for solo piano. Vol.2 Записано на копиях роялей от Графа, Вальтера и Штайна
- Кристиан Безуиденхут. Вольфганг Амадей Моцарт. Keyboard Music. Vol.2. Записано на копии рояля Вальтера
- Вивиана Софроницкая и Варшавский камерный оперный оркестр исторических инструментов. Complete Mozart Piano Concertos (11 CD box). Записано на копии рояля Вальтера
- Вивиана Софроницкая. Франц Шуберт. Wanderer Fantasy, Impromptus opp. 90 & 142. Записано на копии рояля Графа 1819 г.
- Нил Перез де Коста. Pastoral Fables. Works for cor anglais and pianos. Записано на копии рояля Штрейхера
- Николаус Арнонкур, Рудольф Бухбиндер. Вольфганг Амадей Моцарт. Piano concertos No. 23&25. Записано на копии рояля Вальтера
- Пауль Бадура-Скода, Musica Florea. Вольфганг Амадей Моцарт. Piano concertos K.271, K.414. Записано на копии рояля Вальтера
- Роберт Левин вместе с Академией античной музыки и Кристофером Хогвудом. Вольфганг Амадей Моцарт. Piano Concertos K271 & K414. Записано на копии рояля Вальтера
- Кшиштоф Ксёнжек. Фридерик Шопен, Кароль Курпиньский. Piano Concerto No.2 f-moll (solo version), Mazurkas, Ballade; Fugue & Coda B-dur. Записано на копии рояля Буххольца
- Вивиана Софроницкая, Сергей Истомин. Фридерик Шопен. Complete works for cello and piano. Записано на копиях роялей Плейель 1830 г. и Граф 1819 г.